# Erich Rabald
Erich Wilhelm Rabald (* 27. Januar 1899 in Leipzig; † 14. November 1967 in Mannheim) war ein deutscher Chemiker.

## Leben und Werk
Rabald studierte Chemie in Leipzig, wo er 1923 promovierte. Nach fast dreißig Jahren in der industriellen Forschung bei Boehringer Mannheim folgte 1954 eine Anstellung an der Universität Karlsruhe als Honorarprofessor.
Er wurde vor allem bekannt durch die Herausgabe der DECHEMA-Werkstoffblätter, die später auch als DECHEMA-Werkstofftabelle oder Corrosion Handbook bezeichnet wurden, und die er seit 1935 herausgab. Rabalds wissenschaftlicher Schwerpunkt waren Fragen zur Werkstofftechnik und Korrosion in der chemischen Industrie.
Auf der 26. Jahrestagung der DECHEMA im Jahre 1951 wurde Rabald als erster Preisträger zusammen mit Emil Kirschbaum, Matthias Pier und Bruno Lange mit der DECHEMA-Medaille ausgezeichnet.

## Schriften
- Dechema-Werkstoff-Tabelle. Grundwerk, von Erich Rabald, Herbert Bretschneider, Dieter Behrens, 1500 Seiten, DECHEMA Gesellschaft für Chemische Technik und Biotechnologie e.V., 1953, ISBN 3-921567-02-5, ISBN 978-3-921567-02-9
- Werkstoffe, Physikalische Eigenschaften und Korrosion. Band 1: Allgemeiner Teil, metallische Werkstoffe; Band 2: Nichtmetallische Werkstoffe, von Erich Rabald, Verlag Otto Spamer, 1931